# Hope Springs Eternal
Hope Springs Eternal je druhým studiovým albem, a zároveň třetím albem celkově, které skupina The Echoing Green vydala. Vydavatelem bylo již dnes neexistující vydavatelství Myx Records.

## Seznam písní
1. Fall.4 – 4:00
2. In My Head 3:05
3. Atmosphere – 4:04
4. Like a Child – 3:43
5. Face of God – 3:29
6. Ambler – 4:18
7. Science Fiction – 4:23
8. Hearth with A view – 4:03
9. Anthem – 4:07
10. Words – 3:52
11. Oxygen – 4:46

Píseň číslo 2 je převzatá od skupiny Psychedelic Furs. Původní verzi písně číslo 10 nahrála skupina Missing Persons.

## Spolupracovali
- doprovodné vokály – Mitchell Adrian (písně: 2–8)
- Design obalu CD – Bev@Wednesdaie Tech, Spectral Imaging
- Kytara – Kevin 131
- producent – Seven Red Seven
- Layout – Spectral Imaging
- finální podoba – Doug Doyle
- fotografie – Monico Candelaria
- mix – Dave Sears